# BE-BORN STUDIO
BE-BORN STUDIO (ビーボーンスタジオ) は、東京都練馬区にある録音スタジオ。レコーディング、ミキシング、マスタリング、およびレコーディング・エンジニアの派遣や、コンサート会場でのライブ録音が主な業務。